# Hanging Rock
Hanging Rock ist der populäre Name für Mount Diogenes in Victoria, Australien. Die Felsformation liegt etwa 70 km nördlich von Melbourne und ist nur wenige Kilometer von Mount Macedon entfernt. Die Formation gehört zu den Ausläufern der Great Dividing Range.
Hanging Rock diente als Schauplatz für den Roman Picknick am Valentinstag von Joan Lindsay und den gleichnamigen Film von Peter Weir.

## Geologie und Entstehung
Hanging Rock ist vor 6,25 Mio. Jahren durch Intraplattenvulkanismus entstanden. Dabei ist Magma aus Felsspalten ausgetreten und hat sich an der Erdoberfläche abgelagert. Es entstanden u. a. vulkanische Dome, die durch Erosion in die heutige Form gebracht wurden. Hanging Rock besteht aus einem extrem natriumreichen Trachyt, der in dieser chemischen Zusammensetzung das erste Mal in Skandinavien gefunden wurde und einzigartig für Australien ist. Die Felsformation liegt auf einem ausgedehnten Gebiet von vulkanischen Gesteinen. Der nahegelegene Mount Macedon ist auf die gleiche Weise entstanden.

## Geschichte
Hanging Rock liegt auf dem Gebiet des Wurundjeri-Stammes, hat aber keine bekannte spirituelle Bedeutung für diesen Aborigines-Stamm. Doch bevor weitere Maßnahmen zur Entwicklung des Reservats vorgenommen werden können, muss ein Gutachten von Archäologen eingeholt werden. Diese konnten bereits durch den Fund eines Skeletts bei Keilor nachweisen, dass die ersten Menschen vor 36.000 Jahren in der Gegend gelebt haben.
1836 gab Major Thomas Mitchell der Felsformation den Namen Mount Diogenes, während seiner Expedition durch Victoria. Zu der Zeit war es populär, griechische Namen zu verwenden. Hanging Rock ist ursprünglich die Bezeichnung für einen markanten Felsen am Eingang eines Wanderpfades: ein runder Felsbrocken, der in einer Felsspalte hängt und einen Durchgang lässt.
Die Felsformation war im frühen 19. Jahrhundert Unterschlupf für Goldsucher und Buschranger wie den legendären Mad Dan Morgan, ein für seine Brutalität bekannter Dieb und Mörder. Nach ihm sind auch einige markante Stellen benannt wie Morgan´s Lookout und Morgan´s Blood Waterfall.
Bis 1866 war der Fels in Privatbesitz. Die Regierung kaufte das Gebiet und legte es mit dem anliegenden Wasserreservat zum Hanging Rock Reservat zusammen. Zu diesem Zeitpunkt hatte sich Hanging Rock bereits zu einem beliebten Ausflugsziel zum Wandern und Picknicken entwickelt. Es entstand ein Hotel und eine Pferderennbahn. 1880 fand das erste Pferderennen statt und 1885 wurde der Hanging Rock Race Club gegründet. Bis heute finden regelmäßig Rennen am Neujahrstag und am Australia Day statt.

## Picknick am Valentinstag
Der Roman und der Film Picknick am Valentinstag beschreiben das spurlose Verschwinden von drei Mädchen und ihrer Lehrerin während eines Schulausflugs am Valentinstag im Jahr 1900. Nur eines der Mädchen taucht wieder auf, das aber keine Hinweise auf die anderen Vermissten geben kann. Die anderen bleiben für immer verschwunden. Es werden weder Leichen noch ein Lebenszeichen gefunden.
Der Roman und der Film haben die Bekanntheit von Hanging Rock gesteigert und zu einem Anstieg der Besucherzahlen geführt.

## Hanging Rock Reservat
Das Reservat ist von Melbourne aus mit der Bahn über Woodend zu erreichen und bietet neben vielen Möglichkeiten für sportliche Aktivitäten wie Tennis und Fischen eine bemerkenswerte Flora und Fauna.
Durch das Reservat bleibt ein natürlicher Korridor zwischen Hanging Rock, Mount Macedon und der Cobaw Range bestehen. Einheimische Tiere wie Wallabys können sich in diesem Gebiet geschützt durch hohes Gras bewegen. Zudem ist das Reservat ein wichtiger Rückzugsraum für Zugvögel. Die restliche Ebene außerhalb des Reservats wird hauptsächlich für den  Weinanbau genutzt.
Die Bewaldung am Fuß des Hanging Rock ist durch verschiedenartige Eukalyptusbäume geprägt, in denen häufig Koalas beobachtet werden können. Die Vegetation auf der Felsformation selbst beschränkt sich auf einige Büsche und verkrüppelte Bäume. Allerdings verstecken sich zwischen den Felsen die Braunschlange und die Rotbäuchige Schwarzotter, zwei gefährliche australische Giftschlangen.
Der Park ist täglich geöffnet und im Sommer werden geführte Nachtwanderungen angeboten.